# 波尔沃林

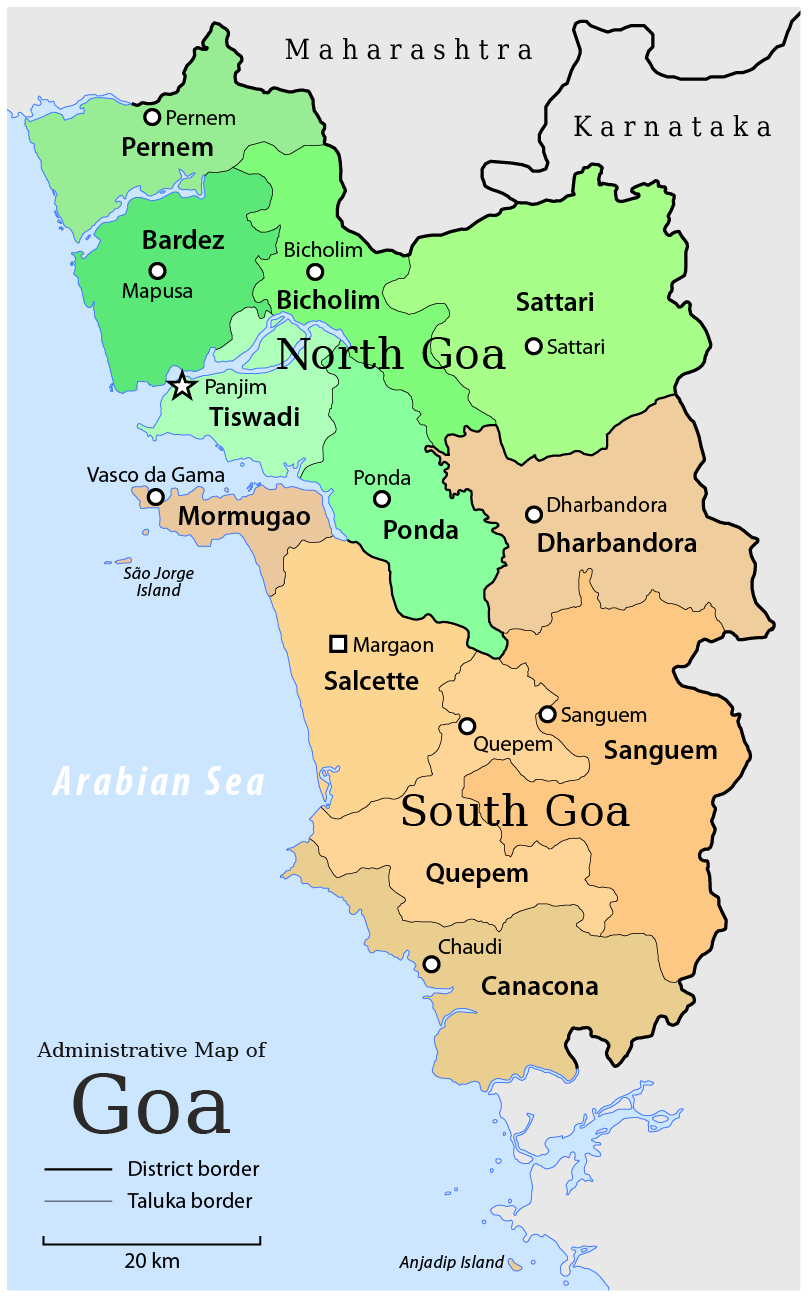
波尔沃林在果阿邦的位置

波尔沃林是印度果阿邦的立法首府。它位于曼杜比河的右岸（北岸），果阿邦的行政首府帕纳吉则位于对岸。
波尔沃林是一个高档住宅区，位于帕纳吉郊区，靠近主干道孟买–果阿NH17高速公路，它距离帕纳吉不足两公里。虽然波尔沃林在行政区划中仅是一个村，但它的基础设施不亚于一个城镇或者小城市。